# Sonata para piano n.º 21 (Beethoven)
A Sonata para Piano n.° 21, Op. 53, também conhecida como "Waldstein", é uma sonata (música instrumental erudita) composta por Ludwig van Beethoven, completada no verão de 1804.
Considerada uma das três mais notáveis de seu segundo período (as outras sendo a Appassionata, Op. 57, e Les Adieux, Op. 81a). De 1804, seu tamanho ultrapassa as sonatas de piano anteriores de Beethoven em seu escopo, o Waldstein é uma obra chave para a década "heroica" de Beethoven (1803–1812, início do período Romântico na música erudita) e formou um padrão para composições de piano.

## Etimologia
O nome da sonata deriva da, dedicação de Beethoven a o amigo íntimo e patrono Ferdinand von Waldstein do estado austríaco de Viena. Como o Trio Arquiduque (uma das muitas peças dedicadas ao Arquiduque Rodolfo), este é nomeado para Waldstein, embora outras obras se dediquem a ele. Também é conhecido como "L'Aurora" (do italiano: O Amanhecer), pela sonoridade dos acordes de abertura do terceiro movimento, que evoca uma imagem de amanhecer.